# Шульц, Аксель
А́ксель Шу́льц (нем. Axel Schulz; род. 9 ноября 1968, Бад-Заров, Германия) — немецкий профессиональный боксёр, призёр чемпионатов мира и Европы.

## Любительская карьера
На любительском ринге Шульц провёл 98 поединков, в 70 одержал победу.
С 1982 Шульц выступал за клуб Vorwärts в армии будучи во Франкфурте, а позже стал молодёжным чемпионом Восточной Германии. На Чемпионат Европы среди юниоров в Дании в 1986 году, Шульц выиграл золото в полутяжелом весе, и в 1988 году, под руководством Манфреда Вольке, он стал чемпионом Восточной Германии в супертяжелом весе. В 1989 году он выиграл турнир в Халле а затем, серебряную медаль на чемпионате Европы в Афинах, и бронзовую медаль на чемпионате мира в Москве, где он проиграл в финале Феликсу Савону.

## Профессиональная карьера
Шульц дебютировал в 1990 году на профессиональном ринге. К своему 14-му поединку завоевал титул чемпиона Германии. 19 декабря 1992 года свёл вничью бой за титул чемпиона Европы по версии EBU с непобеждённым нигерийцем Генри Акинваде. Через полгода состоялся реванш, в котором Шульц потерпел своё первое поражение, проиграв единогласным решением судей. После поражения Шульц провёл 5 победных поединков и победил бывшего чемпиона мира, американца, Джеймса Смита.

### Бои за титул чемпиона мира по версии IBF
После этого боя Аксель вышел на чемпионский бой по версии IBF с легендарным Джорджом Форманом. В бою решением большинства судей победу присудили Форману. Решение было довольно спорным и IBF обязала дать Шульцу реванш. Форман отказал, и IBF лишила его титула.
В декабре 1995 года состоялся бой за вакантный титул IBF между Акселем Шульцем и непобеждённым южноафриканцем Франсуа Ботой. Бота победил по очкам, но позже его лишили титула из-за положительного теста на стероиды.
Шульц снова вышел на бой за вакантный титул IBF. На этот раз с бывшим чемпионом Майклом Мурером. В тяжёлом и конкурентном бою, с небольшим преимуществом, Мурер победил раздельным решением судей. Шульц потерпел своё третье поражение.

### 1997—1999
В августе 1997 года Шульц нокаутировал ирландца Кевина Макбрайда. В феврале 1998 года в элиминаторе EBU победил Джулиуса Фрэнсиса. Перед выходом на титульный поединок провёл рейтинговый бой против американца Ричарда Мэйсона. Шульц победил по очкам, но впервые за свою профессиональную карьеру оказался в нокдауне. После этого поединка Шульц больше года не выходил на ринг.
Аксель Шульц всё же собрался и вышел на заслуженный титульный поединок за звание чемпиона Европы EBU. 25 сентября 1999 года Шульц вышел против олимпийского призёра, Владимира Кличко, в бою за вакантный титул EBU. Кличко доминировал в бою и в 8-м раунде начал односторонне избивать немца. Рефери прекратил поединок. Это было первым досрочным поражением в карьере Акселя Шульца. После этого боя Шульц ушёл из бокса.

### Возвращение
Спустя 7 лет вернулся на ринг, и провёл 1 бой, против Брайана Минто, который тоже проиграл. В четвёртом раунде Минто отправил Акселя на канвас, а в пятом раунде начал сильно избивать, и нанёс удар ниже пояса, за что было снято очко с американца. В перерыве между 6 и 7 раундами Шульц отказался от продолжения поединка.